# Pierre Labonde
Pierre Labonde, né le 28 février 1910 dans le 3e arrondissement de Lyon et mort le 22 novembre 1981 à Troyes, est un homme politique français.

## Détail des fonctions et des mandats
Mandats locaux
- 1959 - 1971 : Maire de Rhèges-Bessy

Mandats parlementaires
- 26 septembre 1971 - 22 novembre 1981 : Sénateur de l'Aube